# Корнієнко В'ячеслав Васильович
В'ячесла́в Васи́льович Корніє́нко (нар.1979, Київ) — український історик-медієвіст, музеєзнавець, археолог, фахівець з епіграфіки; доктор історичних наук.

## Життєпис
Народився 1979 року в Києві. 2001 року закінчив історичний факультет Київського національного університету імені Тараса Шевченка. Під час навчання в університеті досліджував графіті варязьких печер у Києво-Печерській лаврі (дослідженнями керував Максим Стріха).
В'ячеслав Корнієнко кілька років працював учителем історії. З 2006 року працює провідним науковим співробітником Національного заповідника «Софія Київська». 2008 року захистив кандидатську дисертацію на тему «Історико-культурна спадщина та її використання в туристичній сфері України (1991—2007 рр.)». З 2012 р. — старший науковий співробітник відділу пам'яток княжої та козацької доби Інституту української археографії та джерелознавства ім. М. С. Грушевського НАН України. 30 квітня 2015 року захистив докторську дисертацію на тему «Графіті Софії Київської XI — початку XVIII ст.: інформаційний потенціал джерела». З 2015 р. — заступник генерального директора з наукової роботи Національного заповідника «Софія Київська».
Основний напрям наукової діяльності — комплексне дослідження графіті середньовічних пам'яток Києва, насамперед — Софії Київської. Початково разом із професором Надією Нікітенко планував створити доповнення до каталогу софійських графіті Сергія Висоцького. Але це завдання швидко переродилось у нове повне дослідження написів собору, в ході якого було виявлено близько 7000 графіті.
Автор трьох наукових монографій та кількох десятків наукових статей у цій галузі.

## Праці
- Корнієнко, В'ячеслав Васильович. Корпус графіті Софії Київської (XI — початок XVIII ст.) [Текст] / В. В. Корнієнко ; Нац. акад. наук України, Ін-т укр. археографії та джерелознавства ім. М. С. Грушевського, Нац. заповідник «Софія Київська». — К. : Горобець, 2010. — ISBN 978-966-2377-01-9.
  - Частина 1: Приділ св. Георгія Великомученика. — 2009.
  - Частина 2: Приділ свв. апостолів Петра і Павла. — 2010. — 270 с. : іл. — Рез. : англ. — Бібліогр. : с.239-245. — ISBN 978-966-2377-13-2 (в опр.)
  - Частина 3: Центральна нава. — 2011. — 399 с. : іл. — Рез. : англ. — Бібліогр. : с. 375—382. — ISBN 978-966-2377-05-7 (в опр.)
- Корнієнко В'ячеслав. Графіті Софії Київської XI — початку XVIII ст.: Інформаційний потенціал джерела / В. В. Корнієнко; відп. ред. Н. М. Нікітенко. — К.: Видавничий дім «Слово», 2014. — 320 с.